# Альпіністський табір

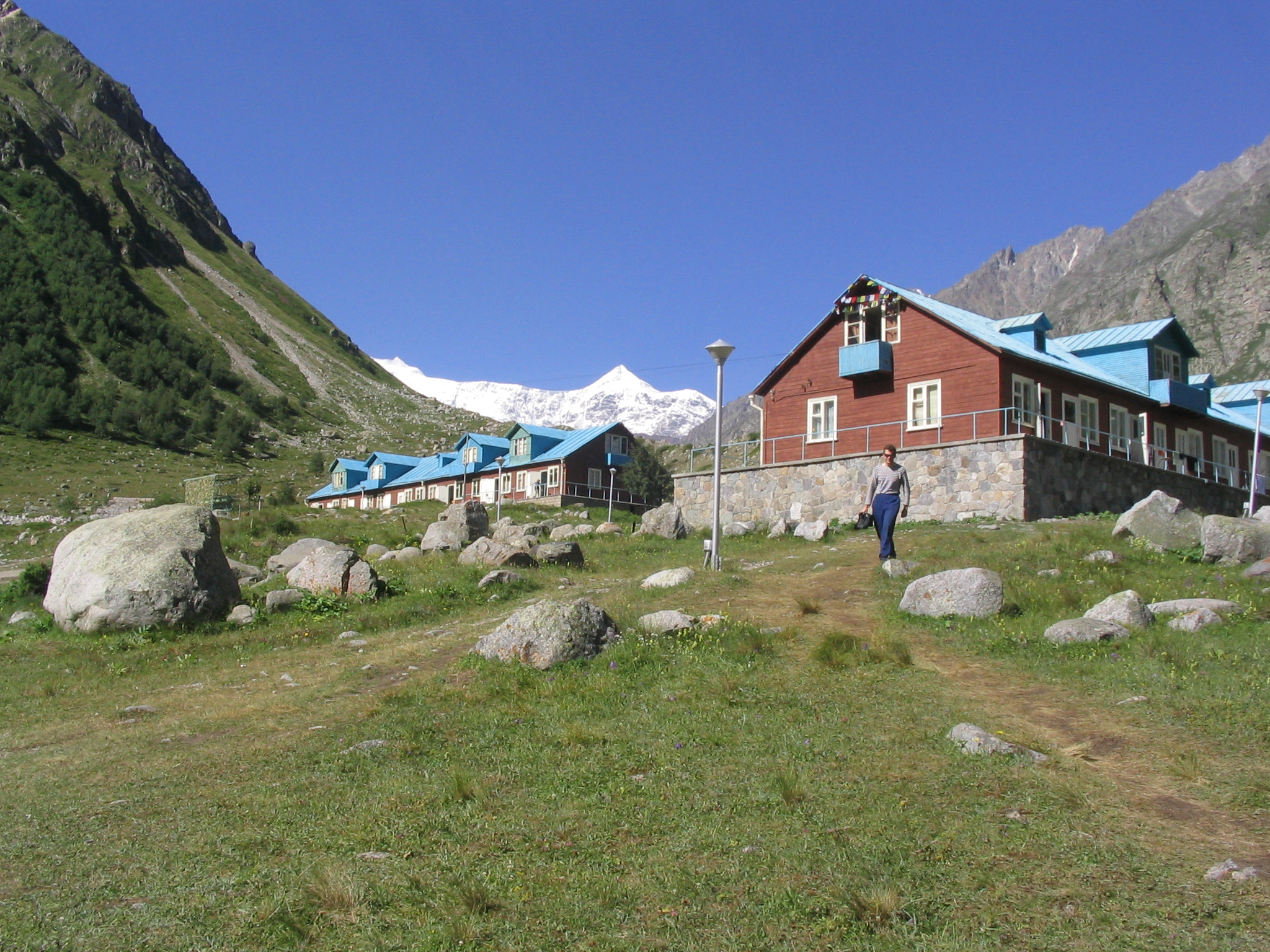
Альпіністська навчально-спортивна база, альпіністський табір Безенгі на Кавказі

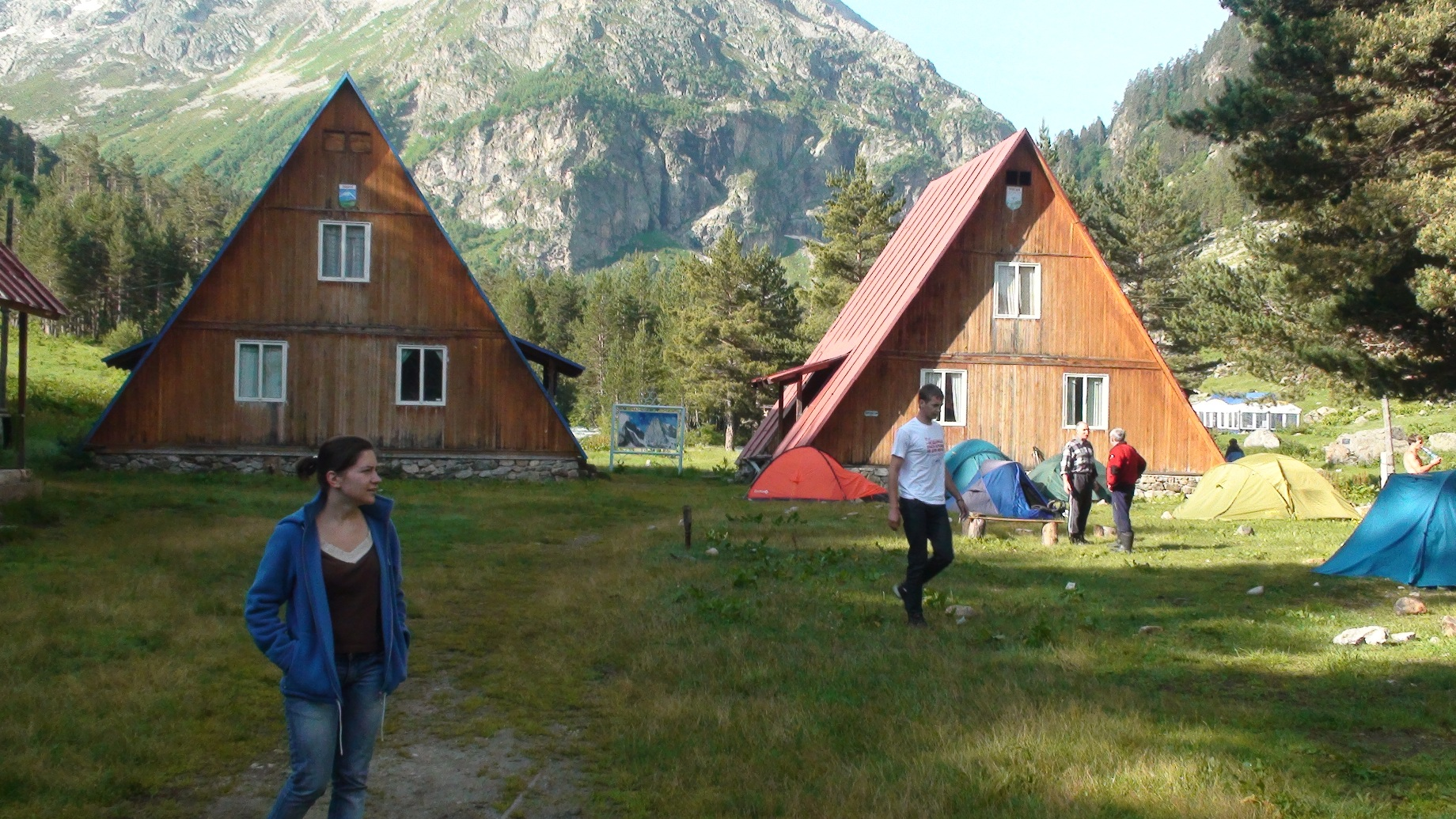
Альпіністський табір Узункол на Західному Кавказі

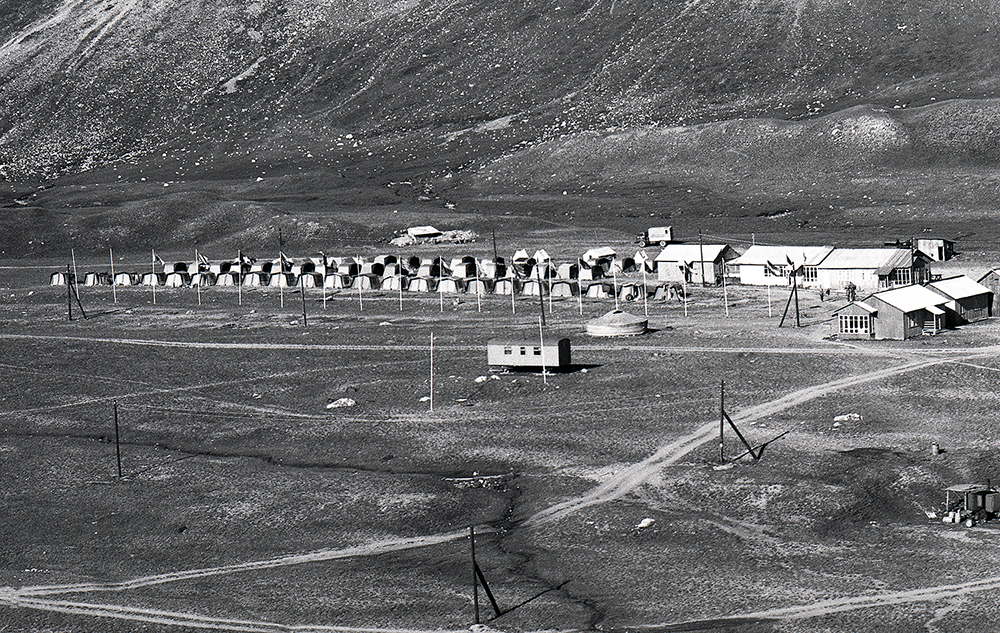
Міжнародний альпіністський табір «Памір» (1985)

Альпіністський табір, альптабір — місце розташування альпіністів в  горах, обладнане для перебування і проживання в ньому людей протягом тривалого часу (від декількох тижнів до необмеженого терміну).
На відміну від  біваку альптабір має, як правило, стаціонарні будиночки, навчально-методичне забезпечення (навчальну частину), їдальню, КРП та інші необхідні для життя в умовах високогірної зони елементи інфраструктури (душ, лазня, радіостанція, електростанція і т. д.). Не слід плутати з  притулком, де на відміну від альплагеря немає постійного персоналу (тренери-інструктори, лікар, кухарі та ін.) і відповідної інфраструктури, що забезпечують підготовку та підвищення спортивної майстерності альпіністів, які прибули в альптабір.

## Види альптаборів
Залежно від наявності стаціонарних або тимчасових споруд, альпіністські табори діляться на:
- Стаціонарні — мають постійні  споруди і служби. Розраховані на роботу протягом багатьох років, розташовуються в найбільш відвідуваних альпіністами гірських районах;
- Пересувні і тимчасові похідні, для яких характерна відсутність стаціонарних споруд. Це табори  наметового типу.

Залежно від цілей створення і вирішення завдань альпіністські табори діляться на:
- Навчальні — мають на меті підготовку альпіністів на початкових етапах;
- Спортивні — приймають альпіністів-розрядників і мають на меті підвищення спортивної майстерності;
- Навчально-спортивні, які здійснюють як підготовку початківців альпіністів, так і спортсменів-розрядників.

З метою посилення ролі спортивної роботи багато альпіністських таборів отримували статус спортивних баз. При них створювалися спортивні тимчасові і постійні філії в інших районах.
Система альптаборів в СРСР включала альпіністські табори, які належали профспілкам, спортивним товариствам і відомствам. Ніде в світі не було подібної організації альпінізма. У альпіністських таборах діяла налагоджена система підготовки альпіністів різного рівня: від  значкістів — до майстрів спорту.

## Ресурси Інтернету
- Альптабір
- Сайт альп Безенгі [Архівовано 2 квітня 2022 у Wayback Machine.]
- Сайт Альптабору Туюк-Су